# Csiba Mihály
Tejfalvai Csiba Mihály (Csallóköz, 1699. szeptember 27. – Szatmárnémeti, 1754. február 1.) jezsuita rendi hitszónok és tanár.

## Élete
1719-ben lépett a rendbe, majd miután több évig hitszónok volt Sárospatakon, Gyöngyösön, Ungvárt, Nagyváradon és Egerben, 1727-1728-ban tanár volt Kolozsváron, azután több rendház főnöke. 1740-1744 között a nagyváradi rendház főnöke és iskolaigazgató volt.

## Munkái
- Exercitationes poeticae. I. de clade Georgi Rákóczi junioris. 2. Strena Deo nato. Claudiopoli, 1727
- Allocutiones oratoriae. Uo. 1728